# Service express métropolitain de Rouen
 (octobre 2023).
Le service express régional métropolitain de Rouen, ou SERM Rouen, est un projet de service express régional métropolitain visant à desservir la Métropole Rouen Normandie et les villes situées aux alentours, dans le département de Seine-Maritime, en région Normandie.

## Histoire
Le projet de service express régional métropolitain de Rouen naît en 2021, après que la Métropole Rouen Normandie et la Région Normandie aient proposé une étude à la suite de la publication, en 2020, d'un rapport de la SNCF préconisant la création de services express métropolitains (SEM) et de l'ouverture par l'État d'un fonds de relance associé aux SEM.
Ce projet est issu de celui présenté par plusieurs associations (SOS Gares, le comité de défense du triage de Sotteville-lès-Rouen et le comité vigilance ferroviaire Normandie), lors d'une conférence de presse le 26 avril 2022.
Ce projet a obtenu le soutien de plus de 2 000 signataires sur la pétition des trois associations précitées et de plusieurs communes de la métropole, mais également de communes concernées par celui-ci : Rouen, Fontaine-sous-Préaux, Les Authieux-sur-le-Port-Saint-Ouen, Elbeuf, Tourville-la-Rivière, Sotteville-lès-Rouen, Saint-Étienne-du-Rouvray, Oissel et Serqueux.

## Réseau

### Exploitation
Les trois associations proposent que le réseau soit exploité dans le cadre du service public ferroviaire. Le projet consiste notamment à faire rouler des trains durant les heures creuses. L'objectif étant de limiter le nombre de trains restant à quai durant ces périodes, mais aussi pendant les week-ends.
Le projet de SOS Gares s'appuie sur une étude du Cerema sur les petites lignes ferroviaires qui indique que, dans le ferroviaire, le coût fixe (qui ne dépend pas du nombre de trains, car il y a notamment l'entretien des voies) est bien supérieur au coût variable (qui, quant à lui, dépend du nombre de trains, par exemple leur consommation d'électricité). Ainsi, selon l'association, exploiter des trains aux heures creuses représenterait un coût particulièrement faible tout en permettant une meilleure desserte, un plus grand nombre de voyageurs transportés, ce qui in fine améliorerait l'équilibre financier des lignes concernées.
SOS Gares souligne le fait qu'il faut anticiper les besoins en termes de ressources humaines, mais aussi en matériel roulant. Selon l'association, il est nécessaire de développer progressivement ce nouveau service dès la première moitié des années 2020, en commençant par ajouter des trains en heures creuses et le week-end sur les lignes déjà existantes.

### Consistance

Schéma prévisionnel des trois lignes.

Le réseau comprendra trois lignes :
- A : Yvetot ↔ Rouen-Rive-Droite ↔ Elbeuf - Saint-Aubin (existe déjà, sous la forme d'une liaison TER cadencée) ;
- B : Clères ↔ Rouen-Rive-Droite ↔ Serqueux ;
- C : Elbeuf-Ville ↔ Rouen-Saint-Sever ↔ Louviers.

#### Ligne A

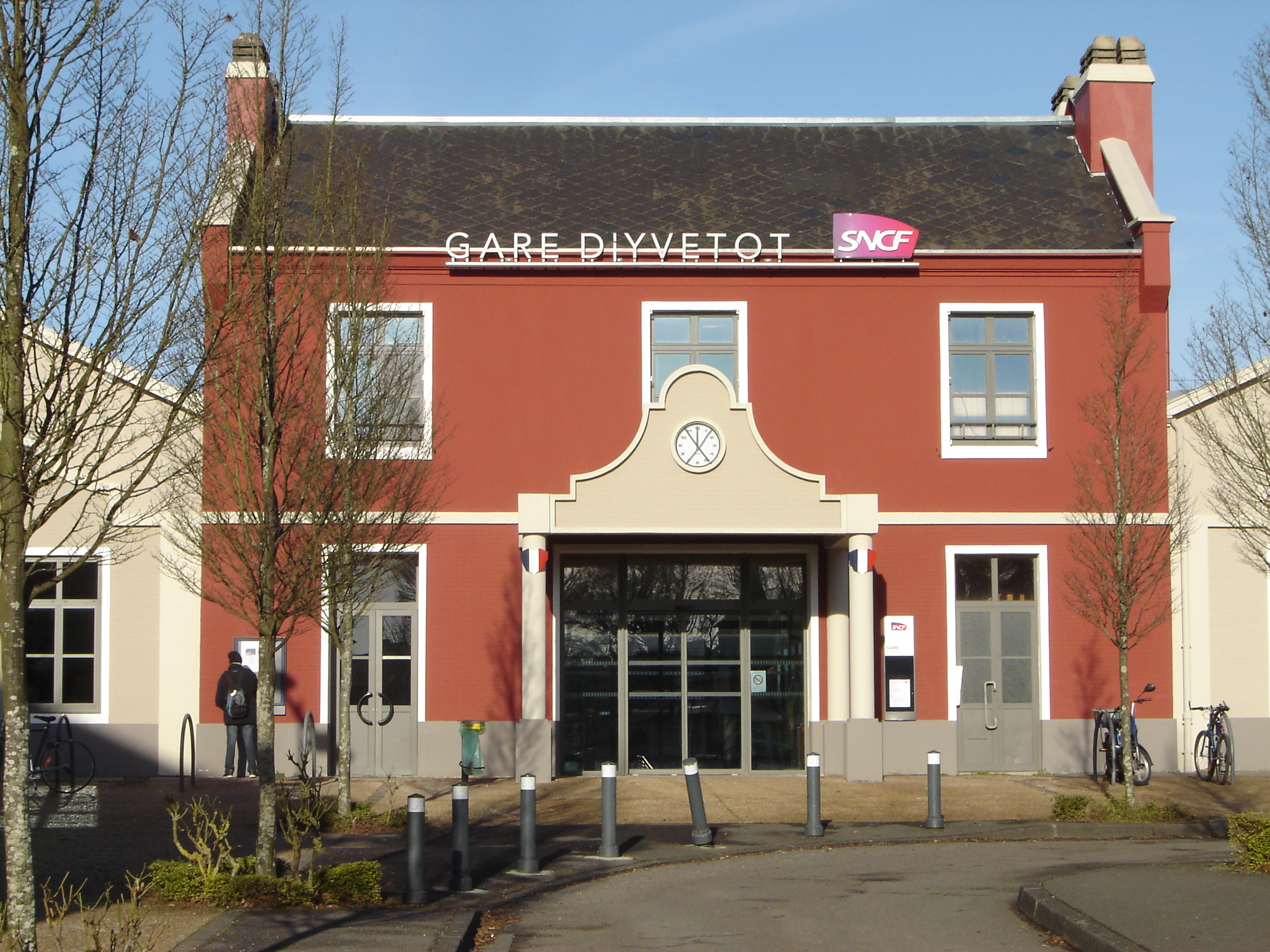
La gare d'Yvetot.

- Yvetot : en 2022, cette gare a accueilli un million de voyageurs[6]. Elle est desservie par le Vikibus, réseau de transports en commun de la communauté de communes Yvetot Normandie, ainsi que par des autocars SNCF à destination de Fécamp et Saint-Valery-en-Caux.
- Motteville
- Pavilly et Barentin : les communes concernées souhaitaient fusionner les deux gares, pour créer un pôle multimodal desservant toute la vallée de l'Austreberthe. La région, qui pilotait une étude sur cette fusion, a abandonné le projet ; le problème d'accessibilité de ces deux gares demeure[7].
- Malaunay - Le Houlme : gare implantée au sein de la métropole rouennaise. Elle est desservie par la ligne 529 du réseau Astuce[8]. Elle sera également desservie par la ligne B du SERM.
- Maromme : située sur le territoire communal de Notre-Dame-de-Bondeville, elle se trouve à proximité du campus de Mont-Saint-Aignan de l'Université de Rouen, auquel elle est reliée par la ligne 10 du réseau Astuce[8] et une voie cyclable[9]. Elle est également desservie par la ligne 43 dudit réseau, et située à proximité de la ligne T2 du TEOR.
- Fond-du-Val : gare nouvelle, elle serait proche de l'arrêt éponyme de la ligne T1 du TEOR[8], situé sous un pont de la ligne ferroviaire[10].
- Rouen-Rive-Droite
- Sotteville
- Saint-Étienne-du-Rouvray
- Oissel
- Tourville
- Cléon : gare nouvelle, afin de desservir l'usine Renault
- Elbeuf - Saint-Aubin

#### Ligne B
- Clères
- Montville
- Malaunay - Le Houlme
- Maromme
- Fond-du-Val
- Rouen-Rive-Droite
- Darnétal
- Saint-Martin-du-Vivier
- Isneauville
- Morgny
- Longuerue - Vieux-Manoir
- Montérolier - Buchy
- Sommery
- Serqueux

#### Ligne C
- Elbeuf-Ville
- Grand-Couronne
- Petit-Couronne
- Val-de-Seine
- Bois-Cany
- Petit-Quevilly
- Flaubert
- Rouen-Saint-Sever
- Sotteville
- Saint-Étienne-du-Rouvray
- Oissel
- Pont-de-l'Arche
- Val-de-Reuil
- Louviers